# Paul Federn
Paul Federn (13. října 1871 – 4. května 1950) byl rakousko-americký psycholog a psychoanalytik, jeden z prvních žáků Sigmunda Freuda. Později se stal představitelem egopsychologického směru psychoanalýzy.
Roku 1895 vystudoval medicínu na Vídeňské univerzitě a následně se stal asistentem Hermanna Nothnagela. Ten byl v úzkém kontaktu se Sigmundem Freudem, doporučil k Freudovi některé významné pacienty, ač sám nebyl příznivcem jeho učení. Federnovi Nothnagel doporučil studium prvních Freudových prací. Ten byl uchvácen zejména Výkladem snů, který vyšel na konci roku 1899 (datován 1900). Krátce po vydání Výkladu se u Freuda doma začala každou středu scházet neformální společnost prvních žáků. Prvními čtyřmi byly Max Kahane, Rudolf Reitler, Wilhelm Stekel a Alfred Adler - Federn začal na středeční setkání docházet krátce po nich. Poté, co Freud získal první zahraniční příznivce (Jung v Curychu, Abraham v Berlíně, Ferenczi v Budapešti), proměnila se neformální skupina přátel v oficiální Vídeňskou psychoanalytickou společnost - Federn se stal jejím místopředsedou roku 1924. Na konci 20. let představil svou koncepci ega, kterou se pokusil skloubit s Freudovým konceptem narcismu. Výrazně se přitom odchýlil od Freudovy strukturální teorie z roku 1923 (z práce Ego a Id), ale za Freudova života se snažil rozdíly marginalizovat. Po Freudově smrti se však přirozeně zařadil do směru tzv. egopsychologie (Freudová, Mahlerová, Hartmann, Jacobsonová), která se odchýlila od některých Freudových východisek (zejména pudové teorie). Roku 1938 Federn emigroval do Spojených států a stal se významným představitelem newyorské psychoanalýzy. Věnoval se především studiu psychóz. Napsal též práci o roli revoluce v moderní společnosti, dle něj je revoluční mentalita úzce spjata se vznikem "společnosti bez otců", která vznikla po první světové válce.